# Foum Gleita
Foum Gleita (en arabe : فم لكليته) est une commune du sud de la Mauritanie, située dans le département de M'Bout de la région de Gorgol.

## Géographie
La commune de Foum Gleita est située au centre de la région de Gorgol et elle s'étend sur 847 km2.
Elle est délimitée au nord par la commune de Chelkhet Tiyab, à l’est par les communes de Lahrach et de M'Bout, au sud-est par la commune d'Edbaye Ehl Guelaye, à l'ouest par les communes de Beilouguet Litame, de Toufoundé Civé et de Lexeiba 1.

## Histoire
Foum Gleita a été érigée en commune par l'ordonnance du 20 octobre 1987 instituant les communes de Mauritanie.

## Démographie
Lors du Recensement général de la population et de l'habitat (RGPH) de 2000, Foum Gleita comptait 15 700 habitants.
Lors du RGPH de 2013, la commune en comptait 22 531, soit une croissance annuelle de 3 % sur 13 ans.
C'est la commune la plus peuplée du département, avec quasiment deux fois plus d'habitants que M'Bout, le chef-lieu.

## Économie
L'agriculture est au centre de l'économie de Foum Gleita, comme quasiment toutes les communes de la région. Mais cette économie est fragile car elle rencontre des obstacles à son développement, notamment les conditions climatiques ou le manque de moyens des agriculteurs. Pour faire face à ces obstacles, l'état ou différentes ONG financent des projets qui améliorent les conditions de vie des habitants.
La commune possède un important barrage, le barrage de Foum Gleita. Achevé en 1983, c'est le plus important de Mauritanie. Il peut fournir l’eau d’irrigation pour plus de 20 000 ha, alors que jusqu’à présent seulement 4 500 ha de cultures irriguées ont été exploités. Des projets sont mis en place pour améliorer la rentabilité du barrage et permettre aux agriculteurs de développer une agriculture maraîchère.